# 黄浦劇場

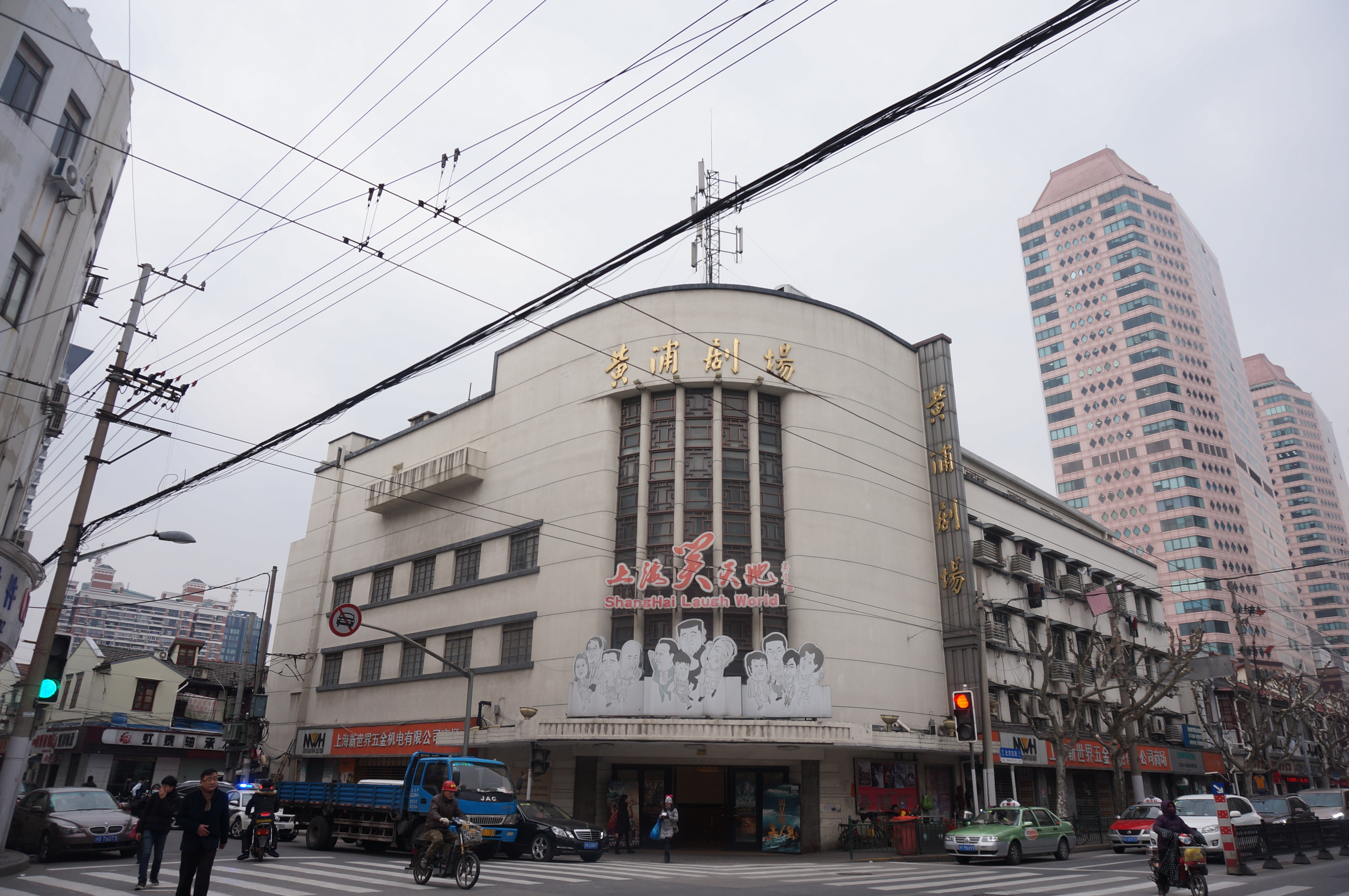
黄浦劇場

黄浦劇場(こうほげきじょう、中国語: 黄浦剧场)は上海市黄浦区北京東路780号にある劇場・映画館。設立時の名所は金城大戯院であった。

## 概要
黄浦劇場は1933年に開業し、漁光曲、風雲児女など、多くの左派映画の公開式を行った:233-313。中国の国歌である義勇軍進行曲もこの劇場で公開された。そのため、黄浦劇場は上海市愛国主義教育基地に指定されている。また、上海市優秀歴史建築でもある。